# La principessa di ghiaccio
La principessa di ghiaccio (titolo originale: Isprinsessan) è un romanzo giallo della scrittrice svedese Camilla Läckberg pubblicato in Svezia nel 2002. In Francia è stato vincitore del Grand prix de littérature policière.
È il primo libro della serie che ha per protagonisti la scrittrice Erica Falck e il poliziotto Patrik Hedström.

## Trama
Nella piccola città balneare svedese di Fjällbacka, in pieno inverno, viene ritrovato il cadavere di una giovane donna, Alexandra Wijkner, dentro la vasca da bagno piena di acqua ghiacciata. Suicidio o omicidio? L'autopsia rivela che Alexandra è stata drogata e poi uccisa. Erica, scrittrice amica d'infanzia della vittima, indaga sulla morte misteriosa insieme all'amico Patrik Hedström, poliziotto presso il locale commissariato.

## Personaggi

### Personaggi principali
Alexandra Carlgren WijknerLa principessa di ghiaccio. Il suo corpo senza vita è ritrovato in una vasca piena di acqua ghiacciata. Amica d'infanzia di Erica, si persero improvvisamente di vista, all'età di 12 anni, quando i genitori di Alexandra si trasferirono in un'altra città. Dopo aver studiato storia dell'arte a Parigi, Alexandra ha aperto una galleria d'arte a Göteborg con l'amica Francine. Da qualche mese passava tutti i suoi week-end a Fjällbacka nell'antica casa di famiglia.
Erica FalckLa protagonista. Scrive biografie e un libro apposta per la sua vecchia amica Alexandra; insieme al poliziotto Patrick Hedström si trova ad indagare sulla morte della sua amica. I suoi genitori sono morti da poco.
Patrik HedströmPoliziotto di Tanumshede che indaga sulla morte di Alexandra; fra lui ed Erica nascerà del tenero.

### Personaggi secondari
- Adrian, figlio di Anna.
- Anders Nilsson, pittore alcolizzato che frequentava Alexandra.
- Anna, sorella minore di Erica.
- Annika Jansson, segretaria di Bertil.
- Arvid, marito di Vera, deceduto.
- Axel Wennerstrom, ex professore di Erica; ha la fobia dei microbi e non esce mai dalla sua abitazione.
- Belinda, figlia di Dan e Pernilla.
- Bengt Larsson, amico di Anders, è innamorato di Maud; deruba una banca e viene arrestato.
- Bertil Mellberg, commissario di Tanumshede.
- Birgit, madre di Alexandra.
- Carina, moglie di Robert.
- Dagmar Petren, dirimpettaia di Alexandra fornisce informazioni importanti a Bertil durante le indagini.
- Dan, ex fidanzato di Erica, attuale marito di Pernilla.
- Dott. Jacobbson, medico del paese.
- Eiler, marito di Svea è il primo a trovare il cadavere di Alexandra.
- Elisabeth (Norin), moglie di Stig morta con lui nel rogo della loro abitazione.
- Elna Persson, amica di Erica con problemi di obesità.
- Elsy, madre di Erica.
- Emma, figlia di Anna.
- Ernst Lundgren, poliziotto di Tanumshede, leccapiedi del suo capo (Bertil).
- Eva, commessa del negozio di alimentari.
- Fabian Lorentz, marito di Nelly.
- Francine Bjoux (Sandberg), amica di studi a Parigi di Alexandra.
- Gösta Flygare, anziano poliziotto Tanumshede, appassionato di golf; sua moglie è morta di cancro.
- Henrik Wijkner, marito di Alexandra.
- Jan Norin (Lorentz), figlio adottivo dei Lorentz.
- Janne, collega di Lena.
- Jenny (Rosen), testimone del delitto di Alexandra; è la madre di Max, vicina di casa di Anders.
- Julia Carlgren, sorella minore di Alexandra decisamente poco attraente.
- Karin, ex fidanzata di Patrik.
- Karl-Erik, padre di Alexandra.
- Kjell Heck, immobiliarista.
- Lars Thelander, idraulico che sistema la caldaia di Alexandra.
- Leif, uomo amante di Karin.
- Lena Waltin, poliziotta di Uddevalla.
- Lennart, marito di Annika.
- Lisa, moglie di Jan.
- Lisen, figlia di Dan e Pernilla.
- Loma, sorella minore di Patrik.
- Lucas Maxwell, marito di Anna.
- Malin, figlia di Dan e Pernilla.
- Marianne, avvocato, amica universitaria di Erica.
- Martin Molin, poliziotto novellino di Tanumshede.
- Mata, figlia di Robert.
- Maud, ragazza che approfitta di Bengt per soldi.
- Max Rosen, figlio di Jenny.
- Nelly Lorentz, industriale di Fjallbacka moglie di Fabian.
- Nils Lorentz, figlio dei Lorentz morto.
- Oscar, figlio di Robert.
- Pernilla, moglie di Dan.
- Pohl, agente che informa Vera della morte di Arvid.
- Robert, ex compagno di accademia di Patrik, ora medico legale.
- Selma Lagerlof, scrittrice svedese.
- Signe, postino, porta il giornale ad Axel.
- Siv Persson, lavora nei servizi sociali si occupa del caso Jan nel '75.
- Stig Norin, marito di Elisabeth morto bruciato in casa con la moglie.
- Svea, moglie di Eiler.
- Tord Pedersen, patologo, medico legale di Goteborg, esegue l'autopsia sul corpo di Alexandra.
- Tore Falck, padre di Erica.
- Ulla Persson, zia di Alexandra.
- Vera, governante dei Lorentz madre di Anders e moglie di Arvid.
- Vicky Lind, operatrice dei servizi sociali.

## Temi
Un tema presente nel romanzo è il difficile rapporto genitori-figli. Altro tema, caratteristico dei cosiddetti noir scandinavi, è la forte caratterizzazione del luogo ove si svolgono gli eventi, luogo che pure ha dato i natali all'autrice.

## Opere derivate
Nel 2007 è stato presentato l'adattamento del romanzo nell'omonimo film per la televisione, diretto da Jonas Grimås: Elisabet Carlsson interpreta il ruolo di Erica Falck e Niklas Hjulström quello di Patrik Hedström.

## Edizioni
- Camilla Lackberg, La principessa di ghiaccio, traduzione di Laura Cangemi, Marsilio, 2010. ISBN 978-88-317-9957-7.
- Camilla Lackberg, La principessa di ghiaccio, traduzione di Laura Cangemi, Marsilio, 2011. ISBN 978-88-317-0787-9.
- Camilla Lackberg, La principessa di ghiaccio, traduzione di Laura Cangemi, RL Libri, 2011. ISBN 978-88-462-1111-8.
- Camilla Lackberg, La principessa di ghiaccio, traduzione di Laura Cangemi, Marsilio, 2012. ISBN 978-88-317-1467-9.
- Camilla Lackberg, La principessa di ghiaccio, traduzione di Laura Cangemi, Universale Economica Feltrinelli, 2018. ISBN 978-88-317-3588-9.